# Indicopleustes albomaculatus
Indicopleustes albomaculatus är en insektsart som beskrevs av William Lucas Distant 1908. Indicopleustes albomaculatus ingår i släktet Indicopleustes och familjen hornstritar. Inga underarter finns listade i Catalogue of Life.